# ایستگاه ساکوراگیچو
ایستگاه ساکوراگیچو (به ژاپنی: 桜木町駅 Sakuragichō-eki) یک ایستگاه راه‌آهن واقع در منطقه ناکا-کو، یوکوهاما است که توسط شرکت راه‌آهن شرق ژاپن و متروی یوکوهاما اداره می‌شود.